# Christian Nørckencrone
Christian Nørcke (von) Nørckencrone (død 3. september 1767) var en dansk officer og godsejer.
Han opnåede at blive generalmajor og ejede herregården Fovslet. I 1754 blev han adlet von Nørckencrone.
I 1. ægteskab var han gift med Sophie Elisabeth Reusch (ca. 1698-1733 Kolding) (7 børn); i 2. med Mette Elisabeth Sørensdatter Lintrup (1696-1748) (4 børn); i 3. med Ida Wilhelmine Brügmann (v. Brüggemann) (9. december 1734 – 18. juni 1790), som i 1787 stiftede Generalinde Nørckencrones Legat.